# Dysdera erythrina fervida
Dysdera erythrina là một phân loài nhện trong họ Dysderidae.
Loài này thuộc chi Dysdera. Dysdera erythrina fervida được Eugène Simon miêu tả năm 1882.

## Hình ảnh

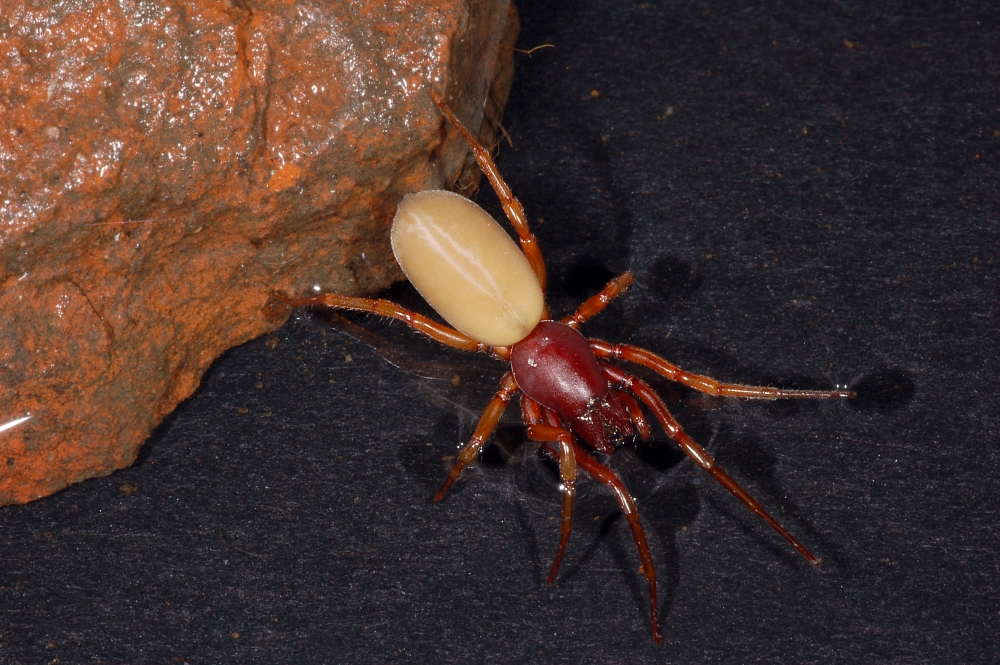
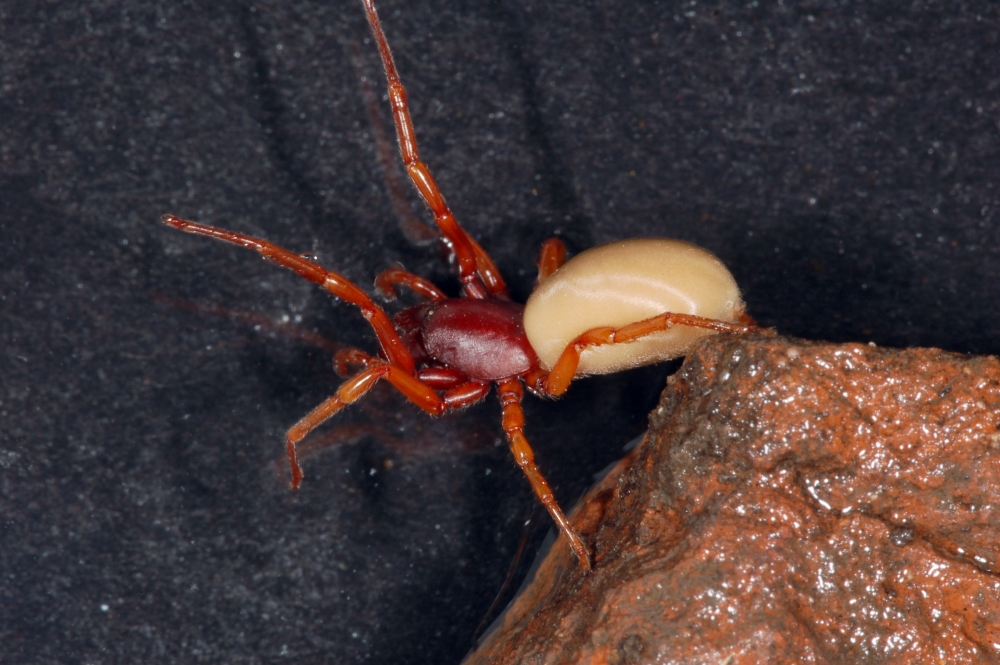
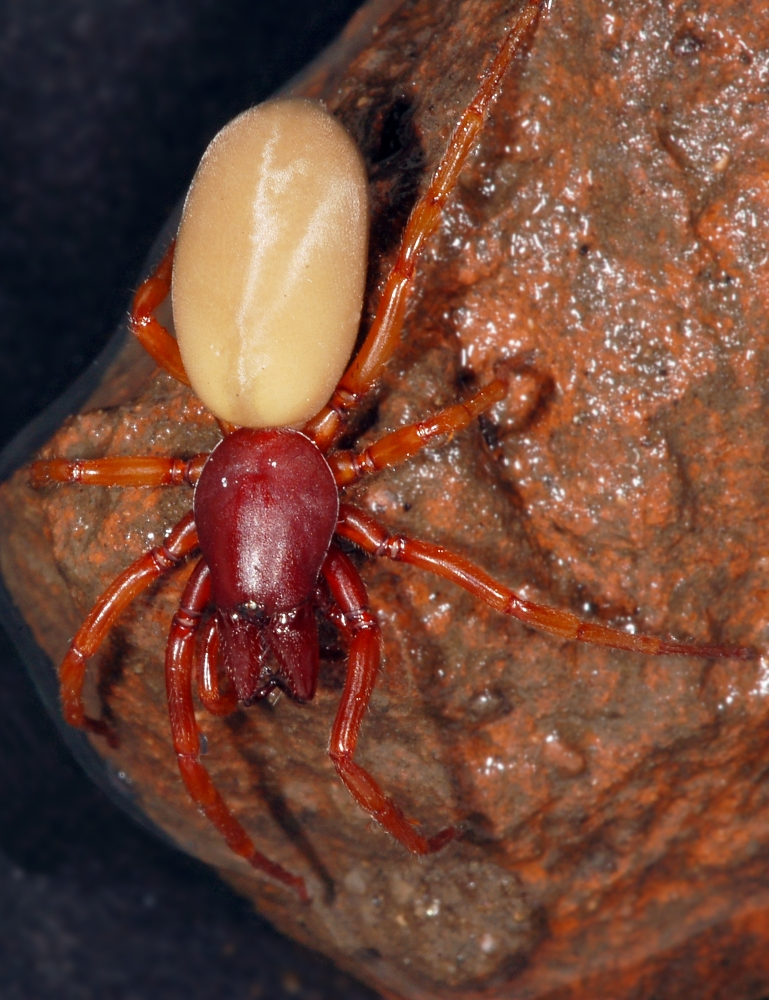